# Copa Espírito Santo de Futebol de 2024
A Copa Espírito Santo de Futebol de 2024 foi a 21ª edição deste torneio realizado anualmente pela FES desde 2003. A competição foi disputada por nove equipes e teve como campeão o Porto Vitória, que também garantiu uma vaga na Série D 2025 do Campeonato Brasileiro.

## Regulamento

### Primeira fase
Em 2024, a Copa Espírito Santo teve uma nova fórmula de disputa. Na primeira fase, todos os nove times se enfrentaram, em turno único. Os oito melhores avançaram para a segunda fase, que terá duas chaves com quatro times em cada.
A Chave A teve o primeiro, o quarto, o quinto e o oitavo colocados da primeira fase. Já a Chave B foi composta pelo segundo, terceiro, sexto e sétimo colocados. Os times da Chave A enfrentaram os da Chave B, em turno e returno, e apenas os líderes de cada grupo avançaram para a grande final, disputada em jogo único, no estádio estadual Kleber Andrade.

## Equipes participantes
| Equipe                 | Cidade       | Campanha em 2023 | Estádio            | Títulos            |
| Capixaba               | Vargem Alta  | 6º lugar         | Campo dos Santos   | 0 (não possui)     |
| Desportiva Ferroviária | Cariacica    | Não disputou     | Engenheiro Araripe | 2 (2008 e 2012)    |
| Linhares               | Linhares     | 8º lugar         | Virgílio Grassi    | 0 (não possui)     |
| Porto Vitória          | Vitória      | 4º lugar         | Kleber Andrade     | 0 (não possui)     |
| Real Noroeste          | Águia Branca | 12º lugar        | Rochão             | 4 (último em 2019) |
| Rio Branco             | Vitória      | Vice-campeão     | Kleber Andrade     | 1 (2016)           |
| Sport                  | Serra        | 9º lugar         | Kleber Andrade     | 0 (não possui)     |
| Vilavelhense           | Vila Velha   | 11º lugar        | Gil Bernardes      | 0 (não possui)     |
| Vitória                | Vitória      | Não disputou     | Salvador Costa     | 4 (último em 2022) |

## Primeira fase
| Pos | Equipe                 | Pts | J | V | E | D | GP | GC | SG  | Classificação ou descenso |  | PVT | DES | VIT | RBR | RNO | CAP | LIN | VIL | SPO |
| --- | ---------------------- | --- | - | - | - | - | -- | -- | --- | ------------------------- |  | --- | --- | --- | --- | --- | --- | --- | --- | --- |
| 1   | Porto Vitória          | 18  | 8 | 6 | 0 | 2 | 19 | 8  | +11 | Segunda fase              |  | —   | 1–0 | 3–1 |     | 5–1 |     |     |     | 4–2 |
| 2   | Desportiva Ferroviária | 17  | 8 | 5 | 2 | 1 | 14 | 6  | +8  | Segunda fase              |  |     | —   |     | 1–1 | 3–1 | 2–1 | 2–1 |     |     |
| 3   | Vitória-ES             | 15  | 8 | 4 | 3 | 1 | 16 | 10 | +6  | Segunda fase              |  |     | 0–0 | —   |     |     | 2–1 |     | 3–1 | 3–0 |
| 4   | Rio Branco-ES          | 13  | 8 | 3 | 4 | 1 | 13 | 10 | +3  | Segunda fase              |  | 1–3 |     | 0–0 | —   |     | 2–0 |     | 3–3 |     |
| 5   | Real Noroeste          | 11  | 8 | 3 | 2 | 3 | 20 | 19 | +1  | Segunda fase              |  |     |     | 4–4 | 2–3 | —   | 1–1 |     | 3–1 |     |
| 6   | Capixaba               | 11  | 8 | 3 | 2 | 3 | 8  | 7  | +1  | Segunda fase              |  | 1–0 |     |     |     |     | —   | 0–0 | 1–0 | 3–0 |
| 7   | Linhares               | 11  | 8 | 3 | 2 | 3 | 9  | 11 | −2  | Segunda fase              |  | 2–1 |     | 1–3 | 1–1 | 2–4 |     | —   |     |     |
| 8   | Vilavelhense           | 2   | 8 | 0 | 2 | 6 | 6  | 17 | −11 | Segunda fase              |  | 0–2 | 0–3 |     |     |     |     | 0–1 | —   | 1–1 |
| 9   | Sport-ES               | 1   | 8 | 0 | 1 | 7 | 4  | 21 | −17 |                           |  |     | 1–3 |     | 0–2 | 0–4 |     | 0–1 |     | —   |

## Segunda fase

### Chave A
| Pos | Equipe        | Pts | J | V | E | D | GP | GC | SG  | Classificado |
| --- | ------------- | --- | - | - | - | - | -- | -- | --- | ------------ |
| 1   | Porto Vitória | 22  | 8 | 7 | 1 | 0 | 19 | 2  | +17 | Próxima fase |
| 2   | Real Noroeste | 11  | 8 | 3 | 2 | 3 | 11 | 8  | +3  |              |
| 3   | Vilavelhense  | 10  | 8 | 3 | 1 | 4 | 8  | 11 | −3  |              |
| 4   | Rio Branco-ES | 6   | 8 | 1 | 3 | 4 | 3  | 7  | −4  |              |

1. ↑  O Porto Vitória foi punido com a perda de 6 pontos pela escalação irregular do jogador Caio Araújo de Andrade na partida contra o Capixaba. O clube registrou, de forma errônea, um atleta da categoria sub-13 ao invés do zagueiro profissional Caio Baccarin. Posteriormente, o clube retomou os pontos.[4][5]

### Chave B
| Pos | Equipe                 | Pts | J | V | E | D | GP | GC | SG  | Classificado |
| --- | ---------------------- | --- | - | - | - | - | -- | -- | --- | ------------ |
| 1   | Vitória-ES             | 17  | 8 | 5 | 2 | 1 | 11 | 6  | +5  | Próxima fase |
| 2   | Desportiva Ferroviária | 14  | 8 | 4 | 2 | 2 | 10 | 6  | +4  |              |
| 3   | Capixaba               | 7   | 8 | 2 | 1 | 5 | 5  | 15 | −10 |              |
| 4   | Linhares               | 2   | 8 | 0 | 2 | 6 | 2  | 14 | −12 |              |

## Final
Partida única
| 24 de agosto | Porto Vitória        | 1 – 0 | Vitória-ES | Estádio Kleber Andrade, Cariacica                                    |
| 17:00        | Patrick Leonardo 73' |       |            | Público: 1 678 Renda: 26 425,00 Árbitro: ES Davi de Oliveira Lacerda |

## Premiação
| Copa Espírito Santo de Futebol de 2024 |
| -------------------------------------- |
| Porto Vitória Campeão (1.º título)     |